# کلوب هداسترانگ
کلوب هداسترانگ (به انگلیسی: Headstrong Club) انجمن بحث‌برانگیز قرن هجدهمی که از جمله اعضای برجسته آن توماس پین و توماس کلیو ریکمن بودند. این کلوب در دویست و پنجامین سالگرد تولد توماس پین در ۳۰ ژانویه ۱۹۸۷ دوباره راه‌اندازی شد.